# スペイン立憲革命

スペイン王国
Reino de España (スペイン語)

国の標語: Plus Ultra（ラテン語）
更なる前進国歌: Himno de Riego（スペイン語）
リエゴ賛歌

スペインとその植民地（1823年）

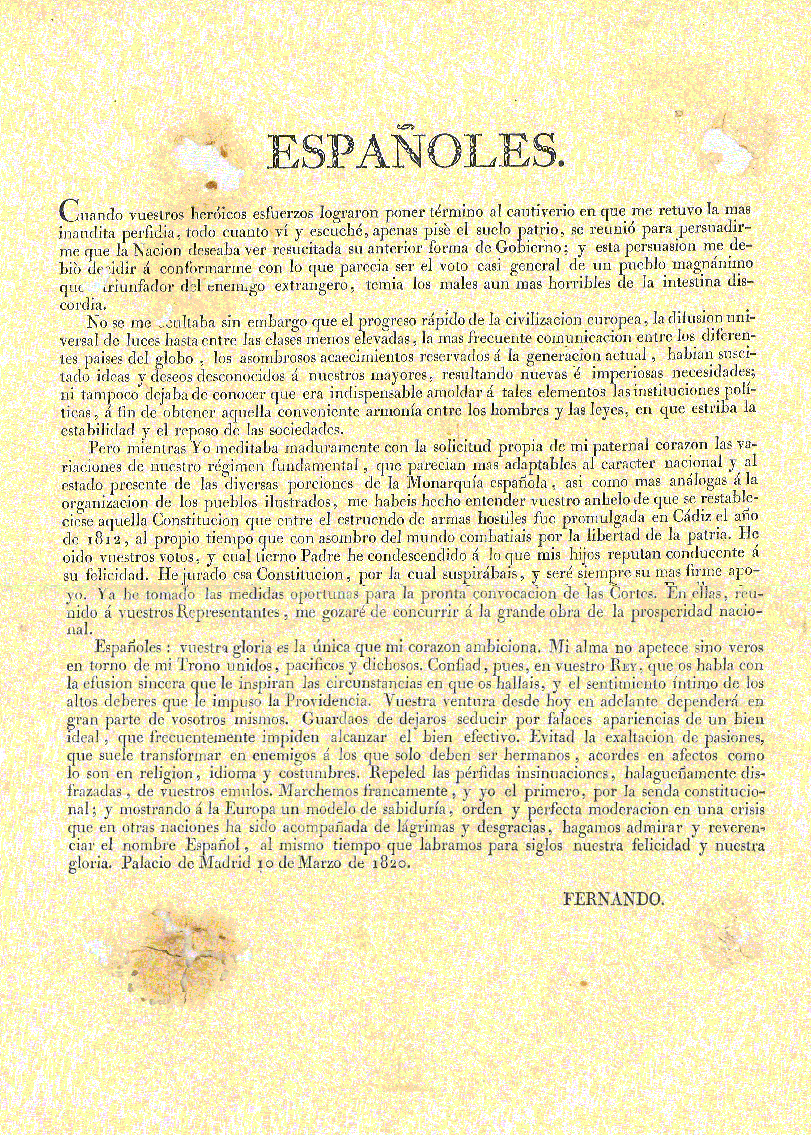
フェルナンド7世のカディス憲法復活宣誓書

スペイン立憲革命（スペインりっけんかくめい）は、1820年、スペイン・ブルボン朝の絶対王政の復活に対し、自由主義者が起こした革命である。1812年憲法が復活した1820年から1823年までの時代は「自由主義の三年間（スペイン語: Trienio Liberal）」と呼ばれる。

## 経緯
ナポレオン戦争下の1808年、ナポレオンは兄ジョゼフをスペイン国王ホセ1世として即位させたが、ナポレオンの支配に対する独立戦争が勃発した。1812年にはカディス・コルテスで憲法が制定された（1812年憲法）。その後、ナポレオン軍の敗走によりホセ1世は退位し、1814年にはブルボン朝のフェルナンド7世が復位した。しかし、フェルナンド7世はホセ1世の治世下で行われた近代的改革はもとより1812年憲法も破棄し、自由主義者らの反発を招いた。

## 反乱
一方、ホセ1世の正統性を認めないスペイン植民地のラテンアメリカ地域ではクリオーリョらによる独立運動が活発化し、1819年までにパラグアイ、ベネズエラ、アルゼンチン、チリ、コロンビアが独立を宣言した。同年末、フェルナンド7世は独立運動鎮圧部隊をカディス近郊のラス・カベサス・デ・サン・フアンに召集したが、1820年1月1日にラファエル・デル・リエゴ・イ・ヌニェス大佐がアストゥリアス連隊を率いて憲法復活を求める反乱を起こした。
この反乱は当初は兵士の支持が得られないこともあり、失敗するかに見えたが、スペイン各地で同様の反乱や暴動が続発し、首都マドリードにも飛び火した。3月7日には反乱軍により王宮が包囲され、フェルナンド7世は事態を収拾するために1812年憲法の復活を承認し、3月10日には憲法復活を宣誓した。

## 革命
スペインにおける自由主義政府の誕生はウィーン体制を動揺させた。ラテンアメリカにおいては本国側を支持して独立に反対していた保守的クリオーリョの離反を招き、独立運動はさらに進んでメキシコ、ペルー、エクアドルなどが独立した。
1822年3月召集の議会では急進派が多数を占め、6月30日には絶対王政派の近衛隊によるクーデター未遂事件 (es:Sublevación de la Guardia Real) が起きたことなどを背景に、革命は急進化していき、フェルナンド7世は五国同盟に救援を求めた。同じブルボン朝を戴く隣国のフランスをはじめとして五国同盟諸国は革命の波及を恐れ、ヴェローナ会議においてスペインへの武力干渉を決定した。1823年4月7日に「聖ルイの十万の息子たち」と呼ばれるフランスの干渉軍が越境進軍し、自由主義政府の打倒を図った。8月31日のトロカデロの戦いでフランス軍が勝利し、9月23日にはフェルナンド7世が自由主義政府から解放された。こうして革命は挫折し、11月7日にはリエゴ・イ・ヌニェスが処刑された。

## 革命後
スペイン立憲革命は挫折したが、リエゴ・イ・ヌニェスはスペイン自由主義運動の象徴となり、彼を称えた「リエゴ賛歌」はスペイン第二共和政時代（1931年-1939年）の国歌となった。